# Alejandro Agresti
Alejandro Agresti (Buenos Aires; 2 de junio de 1961) es un director de cine, guionista y actor argentino.
Ha ganado numerosos premios como el Cóndor de Plata al mejor director y mejor guion por sus películas Buenos Aires viceversa (1996) y Valentín (2002). Además, El viento se llevó lo que fue galardonada en 1998 con la Concha de Oro a la mejor película en el Festival Internacional de Cine de San Sebastián. En 2001 recibió el Diploma al Mérito de los Premios Konex como uno de los 5 mejores Directores de Cine de la década en Argentina.
A mediados de los años 2000 expandió su trabajo a Estados Unidos, donde realizó el reconocido film La casa del lago.

## Biografía
En 1984 filmó su ópera prima El hombre que ganó la razón, coproducción con Países Bajos que no fue estrenada comercialmente.
De 1987 fue la primera película estrenada comercialmente de Agresti, El amor es una mujer gorda. En esta cinta Agresti refleja con realismo y crudeza la desesperación de la generación de jóvenes que logró sobrevivir a la sangrienta última dictadura cívico-militar que asoló a la República Argentina entre 1976 y 1983. Se trata de una obra con un marcado sentimiento pesimista, protagonizada por un periodista que transita los bordes de la locura y el desencanto por la realidad que le toca vivir, tanto en lo personal como en lo generacional. La historia del filme está ambientada en Buenos Aires. 
A partir de la buena recepción internacional de Valentín (2002), Agresti comenzó a recibir ofertas para filmar en Hollywood, donde se instaló y realizó el drama romántico The Lake House (La Casa del Lago, 2006), en el que trabajó con los famosos actores Sandra Bullock y Keanu Reeves, a quienes volvió a reunir luego del éxito de Speed (Máxima velocidad, 1994) y que recaudó más de 114 millones de dólares a nivel mundial. La banda sonora de este filme contó además con una canción de Paul Mccartney.
Entre 2014 y 2015 Agresti estrenó en funciones especiales (nunca fue lanzada oficialmente en los cines) su nuevo filme, la comedia No somos animales, una coproducción argentina-estadounidense protagonizada por John Cusack, Paul Hipp y Lucila Solá. La historia transcurre en la Argentina y Agresti también interpreta un rol principal en el filme, el cual fue escrito por él y Cusack. Según ha explicado Agresti, debido a problemas legales entre el productor Pablo Bossi, John Cusack y el abogado de este, la película no se pudo estrenar con normalidad. Desde 2017, la película está disponible en Netflix.
En 2016 Agresti estrena Mecánica popular, una comedia dramática protagonizada por Alejandro Awada, con un cameo de Patricio Contreras.

## Filmografía

### Director
- Lo que quisimos ser (2024)
- Mecánica popular (2015)
- No somos animales (preestrenada en 2013, estrenada en Netflix en 2017)
- La casa del lago (2006)
- Un mundo menos peor (2004)
- Valentín (2002)
- Una noche con Sabrina Love (2000)
- El viento se llevó lo que (1999)
- La cruz (1998)
- Buenos Aires viceversa (1997)
- El acto en cuestión (1993)
- Luba, coproducción con Países Bajos (1990)
- City Life (documental), coproducción con Países Bajos (1990)
- Boda secreta (1989)
- El amor es una mujer gorda (1987)
- El hombre que ganó la razón (1984)
- La neutrónica explotó en Burzaco (1984)

## Premios y distinciones
Festival Internacional de Cine de San Sebastián
| Año  | Categoría                  | Película                   | Resultado |
| ---- | -------------------------- | -------------------------- | --------- |
| 1987 | Premio Nuevos Realizadores | El amor es una mujer gorda | Ganador   |
| 1998 | Concha de Oro              | El viento se llevó lo que  | Ganador   |

Festival Internacional de Cine de Venecia
| Año  | Categoría              | Película            | Resultado |
| ---- | ---------------------- | ------------------- | --------- |
| 2004 | Premio 'CinemAvvenire' | Un mundo menos peor | Ganador   |